# 馬來西亞空氣污染
马来西亚空气污染主要是马来西亚历年受到印尼农民烧芭（火耕）所导致的烟雾污染事件。马来西亚最早的烟雾灾难可追溯至1961年。

## 历史
1961年10月19日，一架从英国伦敦飞抵吉隆坡的航班，准备在Sempang机场（现新街场空军基地前身）降陆时，因在机场上空受到烟雾影响导致能见度不佳，最后飞到新加坡机场降陆，是马来西亚史上记录，因烟雾而造成的最早「事故」之一。
而每年7月到10月的乾季时节，印尼的热带雨林都会传出恶火肆虐，烟雾隨季风气候散布，东南亚各国每年都会身受其害。马来西亚在1997年、2006年、2013年和2015年发生严重的烟雾灾害。
1997年印尼林火的烟雾灾害，马来西亚砂拉越是受空气污染最严重的地区，首府古晋的空气污染指数高达860点，让砂拉越地区的能见度跌及300公尺。2013年重临的烟雾是马来西亚史上最严重的烟雾，当年6月23日，政府宣布麻坡当地进入紧急状态，当地的空气污染指数高达746点。